# Piper PA-42 Cheyenne
Piper PA-42 Cheyenne – dwusilnikowy, lekki samolot pasażerski i samolot transportowy produkowany przez amerykańskie przedsiębiorstwo Piper Aircraft.

## Historia
Samolot został opracowany jako wersja rozwojowa Piper PA-31 Navajo. W porównaniu do poprzednika zwiększono rozpiętość skrzydeł oraz wydłużono kadłub. Zmiany pozwoliły na zwiększenie liczby przewożonych pasażerów do 11. Samolot został wyposażony w kabinę ciśnieniową. Prace nad Cheyenne I rozpoczęły się pod koniec kwietnia 1978 roku. Do oblotu nowej konstrukcji doszło 18 maja 1979 roku. W 1984 roku na rynek wszedł Cheyenne IV z silnikiem turbośmigłowym Garret.